# Constituição Havaiana de 1840

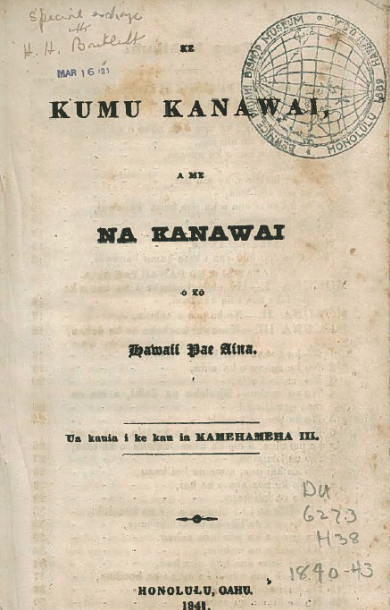
Original da Constituição Havaiana de 1840.

A Constituição Havaiana de 1840, oficialmente “Constituição do Reino Havaiano” (no original Ke Kumukānāwai a me nā Kānāwai o ko Hawaiʻi Pae ʻĀina), foi a primeira constituição totalmente escrita para o Reino do Havaí.

## Contexto

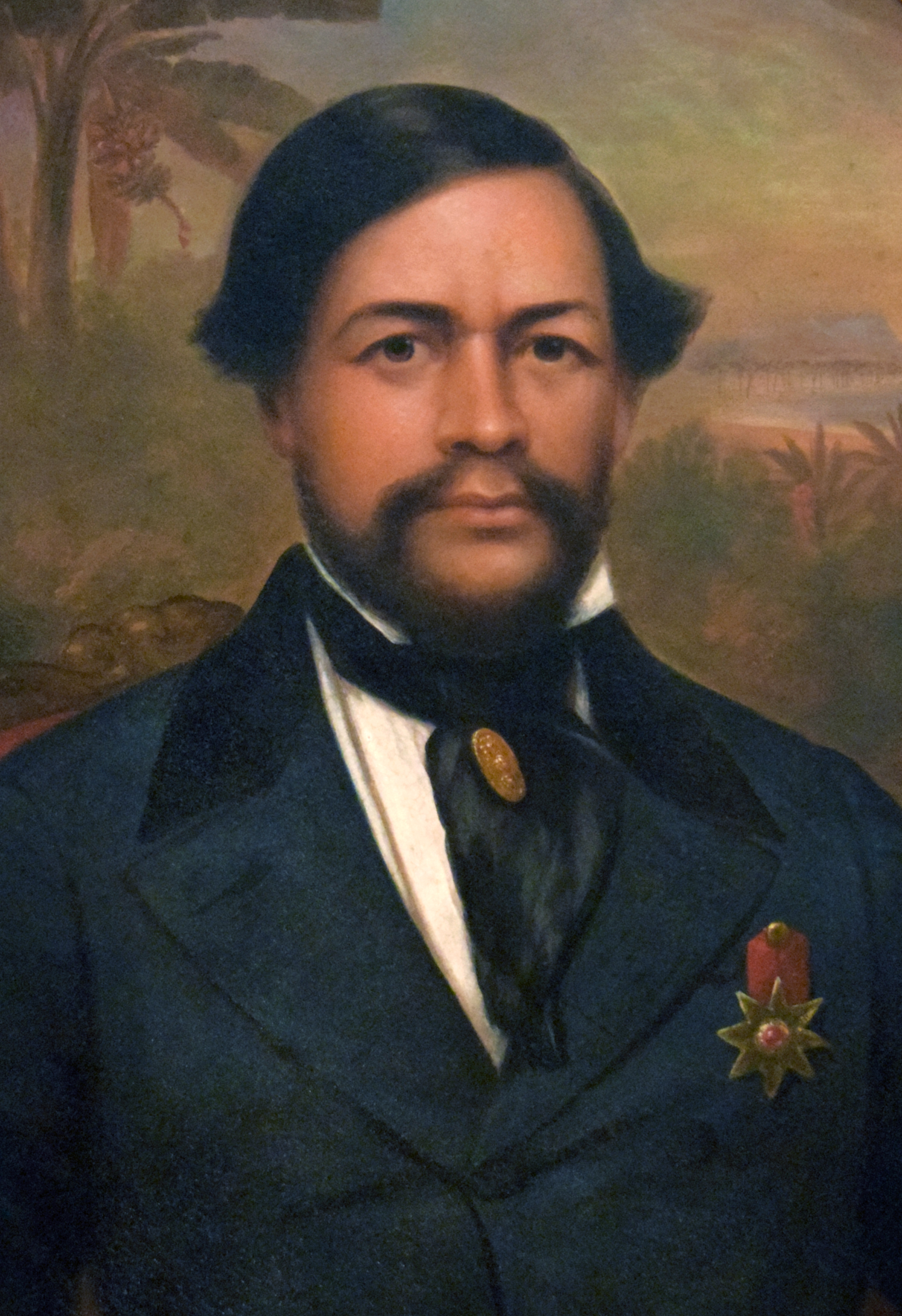
Rei Kamehameha III do Havaí

A necessidade de uma constituição foi originalmente concebida como uma forma de leis estabelecidas para controlar a população nativa havaiana com um estilo e estrutura jurídica ocidentais, dando punições menos severas, como o exílio, do que era o costume tradicional até a década de 1840.
A constituição foi promulgada em 8 de outubro de 1840, pelo rei Kamehameha III e Kekāuluohi como Kuhina Nui, um cargo semelhante ao de primeiro-ministro ou co-regente. Seria substituída pela Constituição Havaiana de 1852.

## Princípios

Bandeira do Reino do Havaí.

A constituição, incorporando a declaração de direitos havaiana de 1839 (às vezes chamada também de “constituição”), afirmava que o governo se baseava em valores cristãos e na igualdade para todos, sendo um ponto de viragem no governo do Havaí.
Esta constituição organizou o poder do governo e as suas funções, definindo a Câmara dos Representantes (espécie de câmara dos deputados) como o órgão legislativo, dando ao seu povo o poder de votar, proclamando a supremacia da Casa de Kamehameha, estabelecendo o cargo de Kuhina Nui, criando o cargo de Governador Real para as várias ilhas havaianas e reconhecendo o cristianismo como uma autoridade.
Alguns autores afirmam a possibilidade de que a Constituição Havaiana de 1840 tenha sido inspirada, em partes, pelo Código Pomare de 1819, estabelecido por Pomare II do Taiti, sendo o primeiro código de leis escrito naquela região do Pacífico.

### Emendas
A Constituição poderia ser alterada pela Seção 13, que dava à Câmara dos Nobres (espécie de senado) e à Câmara dos Representantes a capacidade de emendar o documento.